# Premi Oxfam Novib/PEN
El Premi Oxfam Novib/PEN per la llibertat d'expressió és un premi literari atirgat en col·laboració entre el Comitè d'Escriptors Empresonats del PEN Club Internacional, el Fons d'Emergència del PEN i Oxfam Novib, el capítol neerlandès de l'organització internacional Oxfam. El premi reconeix els escriptors que han estat perseguits per la seva feina i que segueixen treballant malgrat les conseqüències. Els guardonats reben 2.500 euros.
El premi és un dels molts premis patrocinats per filials del PEN Club Internacional en més de 145 centres de tot el món.

## Guanyadors
- 2005[1]
  - Sihem Bensedrine (Turquia), periodista i activista de drets humans
  - Neziha Rejiba (Turquia), periodista i editora
  - Sarah Mkhonza (Swazilàndia), novel·lista i columnista
  - Claudia Anthony (Sierra Leone), periodista
  - Duong Thu Huong (Vietnam), novel·lista

- 2006[2]
  - Simon Mol (Polònia), periodista
  - Andrei Dynko (Belarús)
  - Roya Toloui (Iran/Kurdistan)
  - Faraj Bayrakdar (Síria)
  - Hrant Dink (Turquia)

- 2007[3]
  - Fatou Mandíbula Manneh (Gàmbia), periodista
  - Svetlana Aleksiévitx (Belarús), escriptora i periodista
  - Lydia Cacho Ribeiro (Mèxic), escriptora
  - Ekbal Baraka Ekbal (Egipte)

- 2008[4]
  - Dejan Anastasijevic (Sèrbia), periodista
  - Pierre Roger Lambo Sanjo (Camerun), escriptor
  - Christopher Mlalazi i Raisedon Baya (Zimbabwe), dramaturgs
  - Maung Thura i Saw Wei (Birmània), poetes

- 2009[5]
  - Chi Dang (Vietnam), escriptor
  - Maziar Bahari (Iran/Canadà), periodista
  - Irakli Kakabadze (Geòrgia), escriptor
  - Sonali Samarasinghe Wickrematunge (Sri Lanka), periodista
  - Daniel Coronell (Colòmbia), columnista

- 2010 [cap premi]

- 2011[6]
  - Andrei Nekrasov (Rússia), cineasta i periodista
  - Sakit Zahidov (Azerbaitjan), periodista i poeta
  - Nedim Şener (Turquia), periodista
  - J.S. Tissainayagam (Sri Lanka), periodista

- 2012[7]
  - Asieh Amini (Iran), periodista, bloguer i activista
  - Jesús Lemus Barajas (Mèxic), periodista i escriptor
  - Mikhail Bekhetof (Rússia), periodista
  - Rachid Nini (Marroc), periodista i poeta
  - Alhaj Warrag i Abdul Moniem Suleman (Sudan), periodista i columnista (respectivament)

- 2013[8]
  - Samar Yazbek (Síria), escriptora i periodista
  - Enoh Meyomesse (Camerun), escriptor i activista
  - Nargess Mohammadi (Iran), activista i periodista
  - Deo Namujimbo (Congo), periodista
  - Busra Ersanli (Turquia), escriptora i acadèmica

- 2014[9]
  - Abdiaziz Abdinur Ibrahim (Somàlia), periodista independent
  - Oksana Chelysheva (Rússia), periodista i activista
  - Dina Meza (Hondures), periodista i activista

- 2015[10]
  - Bahman Ahmadi-Amouee i Jila Bani Yaghoub (Iran), periodistes
  - Razan al-Maghrabi (Líbia), escriptora, periodista i defensora dels drets de les dones
  - Abdelmoneim Rahama (Sudan), poeta, escriptor i periodista